# Герб Нижньої Австрії
Нижньоавстрійський герб, який також неправильно називають гербом жайворонків, є державним гербом Нижньої Австрії.

## Опис
Герб Нижньої Австрії “складається із синього щита, який має золоту муровану корону з трьома видимими зубцями і в якому є п’ять орлів, два один проти одного і один повернутий ліворуч” (Від: (1) Конституційний закон про Конституцію федеральної землі Нижня Австрія, Конституція землі Нижня Австрія 1979 - Нижня Австрія LV 1979, від 7. Грудень 1978, стаття 7, національна символіка)
Настінна корона на гербі - республіканський символ.

## Історія

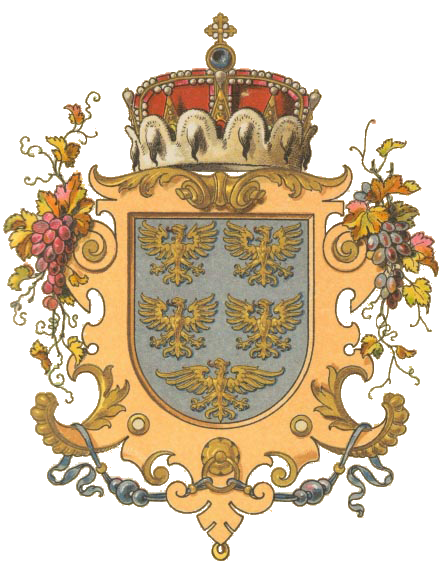
Герб ерцгерцогства Австрії за часів Еннів за часів Австро-Угорської імперії
П'ятиорлиний герб Австрії
Віднесено до маркграфа Адальберта (близько 985-1055) у родовому дереві Бабенбергерів близько 1490 р. - однак перший герб з'явився приблизно через 200 років після Адальберта.

Кількість і забарвлення геральдичних тварин спочатку коливалися. Ймовірно, найдавніші докази можна знайти - інші кольори, ніж сучасне золото на блакитному - на скляному вікні в монастирі Клостернойбург, яке датується приблизно 1330/35.
У попередні часи орлів приймали за жайворонків, так що говориться також про герб жайворонків. З XVI ст. інтерпретувалося, їх можна було вивести із штандарту римського алаударума Легіо X, який знаходився у Віндобоні - латинська alauda - це "жайворонок". Ці трактування між орлами та жайворонками тривали до XVІІІ ст., а в 1795 р. власники Нижньої Австрії остаточно відреклися від такого тлумачення герба.
З 1804 р. В Австрійській імперії герб із п’ятьма орлами був визначений гербом ерцгерцогства під Енсом, сучасної Нижньої Австрії, і встановлено його форму. Птахи всі дивились у правильному напрямку, герб вінчав капелюх ерцгерцога.
У абатстві Клостернойбург є бірюзово-блакитний шматок тканини з малюнком птахів, який називається регалією маркграфа з ХІІІ століття. Століття, ймовірно, східного походження, яким, як кажуть, було зразком герба жайворонків. Птахи на цьому клаптику тканини - це не орли, ані жайворонки, а папуги, схрещені попарно, а також кури та інші дрібні птахи.

### Жайворонки проти балки
Австрійська балка відповідає "новій" формі австрійського герба. Хоча спочатку цей герб був родовим Бабенбергів, а потім гербом нинішньої Нижньої та Верхньої Австрії, п’ять орлів символізували цілі володіння Габсбургів у Східних Альпах: герцогства Австрії над і під Енном, Штирією, Каринтією, Крайною та Словенською маркою.
Протягом XІV-го століття значення змінилося, і балка стала гербом для всієї Австрії, а герб жайворонка - регіональним символом. Коли саме і чому відбулася ця зміна значення, чітко не з’ясовано.

### Ліві проти правих
До конституції штату 1934 р. для звичної для блазонів статті 9 (1) геральдична форма "повернута вправо" використовувалася для опису орієнтації п'ятого орла. У чинній нині Конституції провінції Нижньої Австрії, стаття 7 (1), є, однак, більш незвичне народне позначення, а саме "повернуто вліво".

## Вебпосилання
- Управління уряду Нижньої Австрії | Державний герб, штатні кольори: синьо-золотий [Архівовано 16 січня 2017 у Wayback Machine.]
- Австрія-форум: символи Нижньої Австрії - національні герби та національні кольори [Архівовано 13 червня 2021 у Wayback Machine.]